# Awali

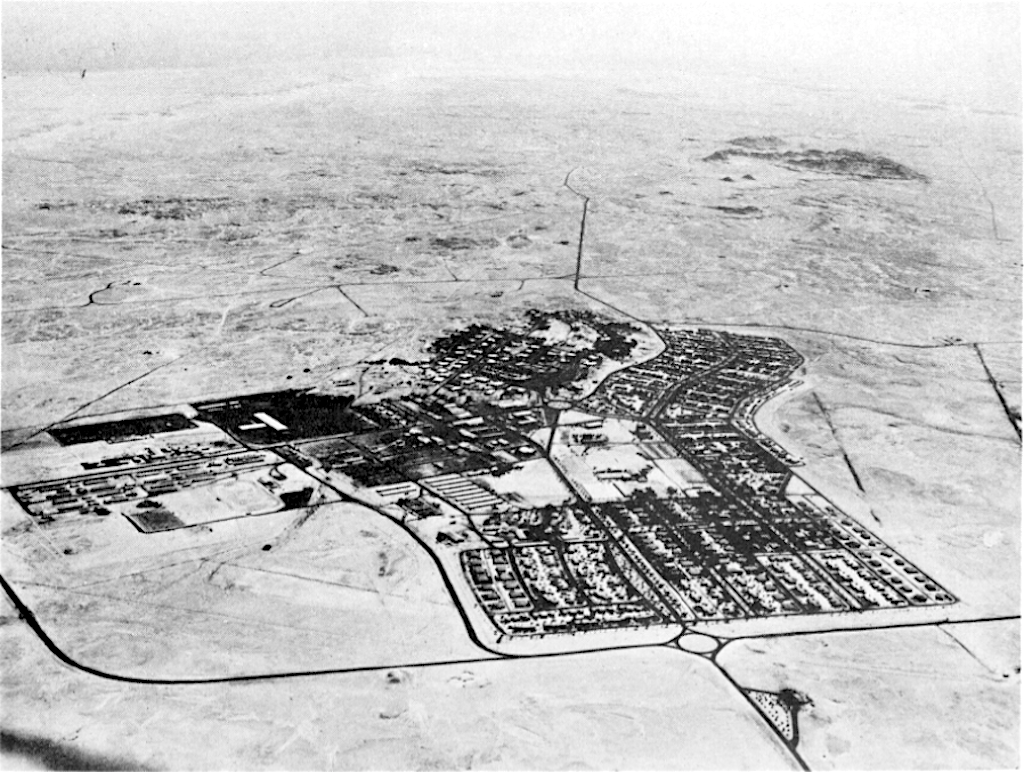
Uma foto aérea de Awali em 1959

Awali é um pequeno município localizado aproximadamente no centro do Reino do Barém, pequena ilha no golfo Pérsico. Fundada na década de 1930 pela Bahrain Petroleum Company.
Awali é habitada principalmente por trabalhadores de várias nacionalidades, cujas habilidades foram necessárias para a instalação e operação da refinaria em Sitrah.
Ao norte de Awali está a refinaria de petróleo do Barém e ao sul estão os poços de petróleo e a área desértica de Sakhir. A cidade tem uma população estimada de 1769 cidadãos.